# Williamstown (Vermont)
Williamstown ist eine Town im Orange County des Bundesstaates Vermont in den Vereinigten Staaten mit 3515 Einwohnern (laut Volkszählung von 2020).

## Geografie

### Geografische Lage
Williamstown liegt im Westen des Orange Countys und zentral in Vermont, an der Grenze zum Washington County. Auf dem Gebiet der Town befinden sich nur mehrere, kleine Seen wie der zentral gelegene Limehurst Pond und südlich von diesem der Cutter Pond, der Staples Pond oder der Rood Pond. Diese Seen befinden sich in einem Gebiet, welches auch Cliff genannt wird, da die Hänge zum Fluss sehr steil abfallen. Sie liegen am Rand des Ainsworth State Parks. Die Town liegt zwischen dem White River und dem Winooski River und es gibt nur kleinere Flüsse. Ein Zufluss des Stevens Branch, der in den Winooski River mündet, fließt mit seinen Zuflüssen in Nördlicher Richtung. Die Oberfläche ist hügelig. Die höchste Erhebung ist der 625 m hohe, im Westen gelegene Mount Pleasent.

### Nachbargemeinden
Alle Entfernungen sind als Luftlinien zwischen den offiziellen Koordinaten der Orte aus der Volkszählung 2010 angegeben.
- Norden: Barre, 7,8 km
- Nordosten: Orange, 21,8 km
- Osten: Washington, 13,3 km
- Südosten: Chelsea, 16,5 km
- Süden: Brookfield, 5,8 km
- Südwesten: Roxbury, 21,0 km
- Westen: Northfield, 16,7 km
- Nordwesten: Berlin, 8,2 km

### Stadtgliederung
Die Town von Williamstown untergliedert sich in zwei Villages Foxville an der Grenze zu Barre gelegen und zentral gelegen Williamstown. In Foxville Village gibt es keine Einrichtungen wie Postamt, Town Office, Schulen oder Geschäfte. Diese befinden sich im Village Williamstown.

### Klima
Die mittlere Durchschnittstemperatur in Williamstown liegt zwischen −9,44 °C (15 °Fahrenheit) im Januar und 18,3 °C (65 °Fahrenheit) im Juli. Damit ist der Ort gegenüber dem langjährigen Mittel der USA um etwa 9 Grad kühler. Die Schneefälle zwischen Mitte Oktober und Mitte Mai liegen mit mehr als zwei Metern etwa doppelt so hoch wie die mittlere Schneehöhe in den USA. Die tägliche Sonnenscheindauer liegt am unteren Rand des Wertespektrums der USA, zwischen September und Mitte Dezember sogar deutlich darunter.

## Geschichte
Der Grant für Williamstown wurde am 6. November 1780 durch die Vermont Republic ausgerufen und am 9. August 1781 an Samuel Clark und weiteren, insgesamt 75 Landbesitzern, vergeben. Die Besiedlung startete im Jahr 1784, zu den ersten Siedlern gehörten Elijah Paine, John Paine, John Smith, Joseph Crane und Josiah Lyman. Die konstituierende Versammlung der Town fand am 4. September 1787 statt. 1839 brannte der Laden der Town aus, nachdem ein Fass mit Rum durch Selbstentzündung explodierte.
Es gibt zwei Herleitungen für die Bezeichnung der Town. Eine besagt, dass der Name auf Judah Williams, einem der Nehmer des Grants zurückgeht, die andere führt den Namen auf Williamstown, Massachusetts zurück, welches nach Ephraim Williams, dem Gründer des Williams Colleges benannt wurde. Die zweite Variante wird zumeist für die wahrscheinlichere gehalten, da viele der Siedler in Williamstown aus der Nähe von Williamstown in Massachusetts stammten.

### Einwohnerentwicklung
| Jahr      | 1700 | 1710 | 1720 | 1730 | 1740 | 1750 | 1760 | 1770 | 1780 | 1790 |
| --------- | ---- | ---- | ---- | ---- | ---- | ---- | ---- | ---- | ---- | ---- |
| Einwohner |      |      |      |      |      |      |      |      |      | 146  |
| Jahr      | 1800 | 1810 | 1820 | 1830 | 1840 | 1850 | 1860 | 1870 | 1880 | 1890 |
| Einwohner | 839  | 1353 | 1481 | 1487 | 1620 | 1452 | 1377 | 1236 | 1038 | 1188 |
| Jahr      | 1900 | 1910 | 1920 | 1930 | 1940 | 1950 | 1960 | 1970 | 1980 | 1990 |
| Einwohner | 1610 | 1726 | 1526 | 1608 | 1477 | 1600 | 1553 | 1822 | 2284 | 2839 |
| Jahr      | 2000 | 2010 | 2020 | 2030 | 2040 | 2050 | 2060 | 2070 | 2080 | 2090 |
| Einwohner | 3225 | 3389 | 3515 |      |      |      |      |      |      |      |

## Wirtschaft und Infrastruktur

### Verkehr
Entlang der westlichen Grenze der Town führt in nordsüdlicher Richtung die Interstate 89 von Berlin im Norden nach Brookfield im Süden. Zentral entlang des Zuflusses zum Stevens Branch verläuft die Vermont State Route 14 von Barre im Norden nach Royalton im Süden. Von ihr zweigt in westlicher Richtung die Vermont State Route 64 nach Northfield ab. In Williamstown gibt es keinen Bahnhof, die nächsten befinden sich in Montpelier Randolph oder Waterbury-Stowe.

### Öffentliche Einrichtungen
Es gibt kein Krankenhaus in Williamstown. Das Central Vermont Medical Center in Berlin ist das nächstgelegene Krankenhaus.

### Bildung
Williamstown gehört mit Orange, Washington und Northfield zur Orange North Supervisory Union. In Williamstown befindet sich die Williamstown Elementary School mit Klassen von Kindergarten bis zum fünften Schuljahr und die Williamstown Middle/High School die Klassen bis zum zwölften Schuljahr anbietet.
Die Ainsworth Public Library befindet sich an der Route 14. Das Gebäude wurde 1833 als Wohnhaus des Schmiedes Enoch Howe gebaut. Der Erfinder des Elektromotors Thomas Davenport arbeitete als Lehrling von Howe in dessen Schmiede. Die Bibliothek wurde im Januar 1801 als Williamstown Social Library gegründet. Älter sind nur die Bibliotheken in Brookfield von 1791 und Bradford von 1796. Neben der durch Männer gegründeten und betriebenen Bibliothek etablierte sich eine Frauengruppe, die Williamstown Village Improvement Society, die eine Free Public Library betrieb. Im Jahr 1911 bemühte sich Laura B. Ainsworth diese Bibliotheken zusammenzuführen und unter den Einfluss der Town zu stellen. Ainsworth kaufte das Howe Haus und spendete es der Town.

## Persönlichkeiten

### Söhne und Töchter der Stadt
- Burnham Martin (1811–1882), Politiker, Vizegouverneur von Vermont
- Thomas Davenport (1802–1851), Erfinder des Elektromotors
- Thomas Marshall Howe (1808–1877), Politiker, Abgeordneter im US-Repräsentantenhaus

### Persönlichkeiten, die vor Ort gewirkt haben
- Elijah Paine (1757–1842), Jurist, Politiker und US-Senator